# Луиджи Коменчини
Луиджи Коменчини (на италиански: Luigi Comencini) е италиански филмов режисьор и сценарист.
В кариерата си режисира най-големите италиански актьори, включително Виторио Де Сика и Джина Лолобриджида в „Хляб, любов и фантазия“ – филм, с който поставя началото на комедията по италиански, на която е един от най-големите представители заедно с Марио Моничели и Дино Райс.

## Биография
Коменчини е роден в Сало – град в района на Бреша, разположен на езерото Гарда. Прекарва детството си в град Ажан, Франция, където семейството му се премества поради финансови проблеми. Още в училище той става голям почитател на киното.  
След завръщането си в Италия учи архитектура в Миланската политехника, където се среща с режисьора Алберто Латуада. В тези години, като член на Фашистката университетска група, той участва в пропагандното фашистко събитие „Крайбрежия на културата и изкуството“, като печели едно издание. Още от самото начало, с късометражния филм „Деца в града“ (1946) и първия си филм „Краденето забранено“ (1948), той проявява особен интерес към периода на детството/юношеството – тема, която ще го съпътства през цялата му кариера. 
По-късно работи като архитект и като филмов критик: заедно с брат си Джани и с Алберто Латуада участва в създаването на Миланската кинематека (официално основана през 1947 г.).  
През 1946 г. снимайки Милано разрушен от бомбардировките, решава да направи документален филм за живота на децата сред руините и така се появява филмът „Деца в града“.  
След като се премества в Рим по съвета на Карло Понти, той създава първия си успешен филм – „Императорът на Капри“ (1949), в който участва Тото. През 1951 г. Федерико Фелини му предлага да напише сценария за „Спуснати щори“ заедно с Фелини в сътрудничество с Тулио Пиели. Детският филм „Хайди“ (1952) му носи голям публичен успех. Следващият филм, който се смята за един от първите в стила „комедия по италиански“, е „Хляб, любов и фантазия“ (1953). В главните роли са Виторио Де Сика и Джина Лолобриджида. След успешното представяне на филма следва втора част – „Хляб, любов и ревност“ (1954). 
През 1955 г. по екраните тръгва филмът „Красотата на Рим“, в който участва Алберто Сорди. След няколко по-слаби филма (с изключение на „Прозорецът към Луна Парк“ от 1957 г., излязъл без много шум и днес считан за един от най-добрите му творби), той режисира Сорди в това, което обикновено се смята за негов шедьовър – „Всички у дома“ (1960), трагикомедия за Италия след 8 септември. Филмът разказва историята на първите дни след подписването на примирието, което слага край на войната в Италия. Този филм е голям успех и в допълнение към националните филмови награди получава специалната награда на Международния филмов фестивал в Москва. По темата за съпротивата той прави и „Момичето на Бубе“ (1963), базиран на едноименния роман на Карло Касола, посветен на съдбата на партизаните в Следвоенна Италия. Филмът е посрещнат с одобрение от автора на книгата. Коменчини също прави няколко екранни версии, включително адаптиране на цикъла на творбите на Джованино Гуарески за Дон Камило (1965), последван от драматичния „Неразбран“ (1966) и „Детството, призванието и първите преживявания на Джакомо Казанова, венецианец“ (1970). 
Телевизионната версия на „Приключенията на Пинокио“ на Карло Колоди в съкратената му версия за големия екран е показана на Международния филмов фестивал в Москва през 1973 г. и печели златната награда в детското филмово състезание. Други успешни телевизионни филми са „Сърце“ (1984) и „Историята“ (1986). 
През 1987 г. на Филмовия фестивал във Венеция Коменчини получава наградата „Златен лъв“ за своята филмова кариера.  
Сред последните му кинематографични творби трябва да се споменат „Обърни се „Еудженио“ (1980), „В търсене на Христос“ (1982), „Калабрийско момче“ (1987), „Весела коледа... честита нова година“ (1989) и „Марчелино хляб и вино“ (1992), както и филмовата адаптация на операта „Бохеми“ на Джакомо Пучини, в която премества времето на действието на операта в началото на XX век. 
След публикуването на автобиографичната книга „Детство, призвание, преживявания на един режисьор“ (1999) Луиджи Коменчини умира в Рим на 6 април 2007 г. на 90-годишна възраст. Погребан е в гробището „Прима Порта“.

## Личен живот
От 1980-те години на режисьорът страда от болестта на Паркинсон.
От съпругата си принцеса Джулия Грифео ди Партана има четири дъщери: режисьорките Кристина и Франческа (които помагат в режисирането на последната му творба – римейк на „Марчелино хляб и вино“), сценографката Паола и ръководителката на продукцията Елеонора. Неговият внук Карло Календа, син на Кристина, е министър в Правителството на Ренци (2014 – 2016) и в Правителството на Джентилони (2016 – 2018).

## Филмография

### Кино
| година | филм                                                                   | оригинално заглавие                                                   | бележки                                 |
| ------ | ---------------------------------------------------------------------- | --------------------------------------------------------------------- | --------------------------------------- |
| 1943   | Краденето забранено                                                    | Proibito rubare                                                       |                                         |
| 1949   | Императорът на Капри                                                   | L'imperatore di Capri                                                 |                                         |
| 1951   | Спуснати щори                                                          | Persiane chiuse                                                       |                                         |
| 1952   | Трафикът на белите жени                                                | La tratta delle bianche                                               |                                         |
| 1952   | Хайди                                                                  | Heidi - Son tornata per te                                            |                                         |
| 1953   | Куфарът на мечтите                                                     | La valigia dei sogni                                                  |                                         |
| 1953   | Хляб, любов и фантазия                                                 | Pane, amore e fantasia                                                |                                         |
| 1954   | Хляб, любов и ревност                                                  | Pane, amore e gelosia                                                 |                                         |
| 1955   | Красавицата на Рим                                                     | La bella di Roma                                                      |                                         |
| 1957   | Прозорецът към Луна Парк                                               | La finestra sul Luna Park                                             |                                         |
| 1957   | Съпрузи в града                                                        | Mariti in città                                                       |                                         |
| 1958   | Опасни съпруги                                                         | Mogli pericolose                                                      |                                         |
| 1959   | И това в понеделник сутрин                                             | Und das am Montagmorgen                                               |                                         |
| 1959   | Изненадите на любовта                                                  | Le soprese d'amore                                                    |                                         |
| 1960   | Всички у дома                                                          | Tutti a casa                                                          |                                         |
| 1961   | Яхнал тигъра                                                           | A cavallo della tigre                                                 |                                         |
| 1962   | Комисарят                                                              | Il commissario                                                        |                                         |
| 1963   | Момичето на Бубе                                                       | La ragazza di Bube                                                    |                                         |
| 1964   |                                                                        | Fatebenefratelli                                                      | сегмент Tre notti d'amore               |
| 1964   | Еритрея                                                                | Eritrea                                                               | сегмент La mia signora                  |
| 1965   | Трактат по евгенетика                                                  | Il trattato di eugenetica                                             | сегмент Le bambole                      |
| 1965   | Лъжкинята                                                              | La bugiarda                                                           |                                         |
| 1965   | Другарят Дон Камило                                                    | Il compagno Don Camillo                                               |                                         |
| 1966   | Неразбраният                                                           | Incompreso                                                            |                                         |
| 1968   | Италиански тайни служби                                                | Italian Secret Service                                                |                                         |
| 1969   | Детство, призвание и първи изживявания на Джакомо Казанова, венецианец | Infanzia, vocazione e prime esperienze di Giacomo Casanova, veneziano |                                         |
| 1969   | Без да знаеш нищо за нея                                               | Senza sapere niente di lei                                            |                                         |
| 1972   | Научното скопоне                                                       | Lo scopone scientifico                                                |                                         |
| 1974   | Престъпление от любов                                                  | Delitto d'amore                                                       |                                         |
| 1974   | Боже мой, колко съм пропаднала!                                        | Mio Dio, come sono caduta in basso!                                   |                                         |
| 1975   | Неделна жена                                                           | La donna della domenica                                               |                                         |
| 1976   | Недоразумението                                                        | L'ecquivoco                                                           | сегмент Basta che non si sappia in giro |
| 1976   | Няколко странни случая                                                 | Quelle strane occasioni                                               | сегмент L'ascensore                     |
| 1976   | Лека нощ, дами и господа                                               | Signore e signori, buonanotte                                         | сърежисьор                              |
| 1977   | Котката                                                                | Il gatto                                                              |                                         |
| 1979   | Голямото задръстване                                                   | L'ingorgo – Una storia impossibile                                    |                                         |
| 1980   | Обърни се, Еудженио                                                    | Voltati Eugenio                                                       |                                         |
| 1982   | В търсене на Христос                                                   | Cercasi Gesù                                                          |                                         |
| 1987   | Калабрийско момче                                                      | Un ragazzo di Calabria                                                |                                         |
| 1988   | Бохеми                                                                 | La bohème                                                             |                                         |
| 1989   | Весела Коледа... честита нова година                                   | Buon Natale... buon anno                                              |                                         |
| 1991   | Марчелино хляб и вино                                                  | Marcellino pane e vino                                                |                                         |

### Телевизия
| година | филм                     | оригинално заглавие             | бележки                                                             |
| ------ | ------------------------ | ------------------------------- | ------------------------------------------------------------------- |
| 1970   | Децата и ние             | I bambini e noi                 | документален сериал                                                 |
| 1972   | Приключенията на Пинокио | Le avventure di Pinocchio       | тв минисериал в 6 еп.                                               |
| 1978   | Любовта в Италия         | L'amore in Italia               | документален тв сериал                                              |
| 1983   | Сватбата на Катерина     | Il matrimonio di Caterina       | епизод от тв сериал Dieci registi italiani, dieci racconti italiani |
| 1984   | Сърце                    | Cuore                           | тв минисериал от 6 епизода                                          |
| 1986   | Историята                | La storia                       | тв филм                                                             |
| 1988   |                          | Pèlerinage à Agen e Les Gaulois | епизод от тв минисериал Les français vus par                        |